# Амониев метаванадат
Амониевият метаванадат е органично съединение с формула NH4VO3. Представлява безцветни или слабожълтеникави кристали. Той е важен междинен компонент в пречистването на ванадия.

## Синтез и структура
Съединението може да се приготви с добавяне на амониеви соли в разтвори на ванадати, генериран от разпадане на V2O5 в основа. Съединението представлява безцветни кристали.
Приема полимерна форма във вид на вериги [VO3]-, образувани като ъглообразни VO4 тетраедри. Тези вериги са свързани помежду си посредством водородни връзки с амониеви йони.
|                      |                   |                   |
| модел топки и пръчки | полиедричен модел | [(VO3)n]n− вериги |

## Свойства
Водният му разтвор бързо пожълтява. При загряване във вакуум още при 135ºС започва, а при 210ºС напълно се разлага до низши ванадиеви оксиди, като отделя амоняк. При нагряване на въздуха се превръща в V2O5 – анхидрид на HVO3 – метаванадиевата киселина.

## Безопасност
Амониевият метаванадат е отровен. Действа върху централната нервна система, засяга тънките черва, предизвиква кръвоизливи, парализи и др.

## Приложение
Ванадият е често пречистен от водни екстракти от шлака и руда чрез селективна преципитация на амониев метаванадат. Материалът е нагряван до получаване на диванадиев пентаоксид:
2 NH4VO3 → V2O5 + 2 NH3 + H2O
Той се използва за производството на печатарски мастила и др.

### Други
Ванадатите може да представят като структурна мимика на фосфатите и в този случай проявяват биологични свойства.
Амониевият метаванадат се използва за приготвяне на реагент на Манделин, качествен алкалоиден тест.